# Пресяка
Преся̀ка е село в Северна България. То се намира в община Ловеч, област Ловеч.

## География
Китното българско селце е разположено на североизток от Ловеч на около 5 км от края на града. Разположено е на хълмиста и живописна местност. На север селото е заобиколено от многогодишни гори. Най-известната област се нарича „Усоето“ (местните казват „Усоиту“) и е разположена по средата между селото и съседното село Гостиня.
Население – 480 ж., по-голямата част в пенсионна възраст. В селското стопанство е залегнало отглеждането предимно на житни култури – пшеница, ечемик и царевица. Обработват се орехови, сливови и лозови насаждения. Сградата на бившето училище и бивша детска градина могат да се използват за промишлени цели или за складова база.

## История
Данни, че селото съществува още в ранната 1480 година, се намират из Османските данъчни регистри – с преобладаващо българско население (плащащо данъци включително и за отглежданите прасета). Ето един пример: За 1541 г. село Прасека, околия Ловча – домакинства: Мюсюлмански – 1, неженени – 1; Неверници (гяури) – 24, неженени – 4, вдовица – 1. ПРИХОД: 2836 акчета. (името Прасека е в директен превод от Османски език, но трябва да се има предвид, че турците са изписвали имената на селищата „пригодени“ според произношението на техния език).
В последвалите векове на владичество турското население става все повече (било поради изселването, било поради ислямизирането/турцизирането на българите), като непосредствено до Освобождението то представлява мнозинство.
След 1878 г. вследствие масовото изселване на турското население и масовото заселване на българско такова (предимо от района на Стара планина-Габровско) и до днес населението е почти 100% българско/християнско.

## Културни и природни забележителности
Река Осъм минава само на няколко километра от селото и е подходяша за риболов. В околните гори има много дивеч – главно дребни хищници, някои видове чифтокопитни и богато разнообразие от пернати

## Народно читалище „Христо Ботев“ с. Пресяка
Неусетно изминаха почти 80 години от оня паметен 3 март 1928 година, когато по идея на местния учител Метю Русинов и 20 младежи се основава читалище „Христо Ботев“ с. Пресяка.
През годините читалището се утвърждава като важно културно-просветно средище, което продължава отговорната задача за възпитанието и културното издигане на поколения просветни хора в село Пресяка.
Отговорната мисия на групата самодейци е съхраняване паметта на родното и традицията като част от националната ни идентичност.
Талантливите самодейци, рожба на богат дух и фолклорни традиции, с ентусиазъм и плам радват и сгряват сърцата на хората в дългите дни на сивото ежедневие. С танците и автентичните песни, с гиздавите носии, отстояват и съхраняват всичко Българско и Родно. Вече почти 80 години автентичната група пръска жаравата на народното творчество, защото читалището е гнездо на вяра, огнище, пренесло огъня през годините.
За своят принос в утвърждаването на културния живот на Ловешка община читалище „Христо Ботев“ село Пресяка е получило редица награди, грамоти и отличия.
Самодейната група за автентичен фолклор е участвала в националните събори за народно творчество „Копривщица“-81 и притежава диплом за отлично представяне на обичая „Тудорица“ на националния събор „Копривщица“-95. Самодейците са носители на орден „Кирил и Методий“-първа степен; на златен медал за участие в четвъртия национален събор 1981 година, на грамота на Министерството на културата от деветия национален събор 2005 година. Носители са и на препоръка от продуцентите на „Балканфолк Академи“ за излъчване по публични и обществени медии.
Изпълненията на групата за автентичен фолклор село Пресяка съдържат художествени стойности и въздействащ заряд, които заслужават да се изнесат пред българската и световната общественост.
Сега читалище „Христо Ботев“ отново се обръща към най-младите. През ваканциите децата се обединяват около идеи и инициативи на читалището-рисунки на асфалт, участие в седянки, концертни изяви.

## Редовни събития
Ежегодният сбор на селото се провежда на 2 август (Илинден) и е съпроводен с множество песни и танци на центъра на селото.
По традиция на сбора се коли младо агне и се пече в пещ на жерава. На трапезата се сервира и прясно изпечена вита баница, салата (от марули, краставици и репички) и задължителната жълта и червена лимонада.
Събират се млади и стари, канят се роднини и приятели от съседните села и градове. Както традицията повелява масите се изнасят и се нареждат на сянка под лозите в двора пред къщата.

## Личности
- Петко Илев Черкезов- (1914- 1985). Писар на селото.
- Свещ. Васил Цанков (р. 1915), служил в църквата „Св. Илия“. [2]
- Цанко Петков (Илия) – роден на 10 октомври 1922 г. в Пресяка. Партизанин от селото.
- доц.д-р Цанко Петров Цанков - роден на 21.09.1945г.в с. Пресяка. Организатор,строител и голям дарител, с  безценната помощ, на който е възстановен православния храм "Свети пророк Илия". Храмът е осветен на 25.07.2015г. от ловчанския митрополия.

## Други
Интересен факт е, че всички в селото се знаят не по фамилиите, а по прякорите. Те възникват още в началото на XX век и се приписват от поколение на поколение в дадения род или къща. В самото село никога няма да чуете да търсят някокого по фамилия, а по малко име, следвано от прякора.